# نادي جامعة كارديف ميتروبوليتان
نادي جامعة كارديف ميتروبوليتان لكرة القدم (Cardiff Metropolitan University Football Club) هو نادي كرة قدم ويلزي، تأسس سنة 2000.